# Eucalyptus morrisii
Eucalyptus morrisii ist eine Pflanzenart innerhalb der Familie der Myrtengewächse (Myrtaceae). Sie kommt im Zentrum von New South Wales vor und wird dort „Grey Mallee“ genannt.

## Beschreibung

### Erscheinungsbild und Blatt
Eucalyptus morrisii wächst in der Wuchsform der Mallee-Eukalypten, dies ist eine Wuchsform, die mehr strauchförmig als baumförmig ist, es sind meist mehrere Stämme vorhanden, die einen Lignotuber ausbilden oder Baum, der Wuchshöhen von bis zu 10 Meter erreicht. Die Borke verbleibt am unteren Teil des Stammes oder auch am gesamten Stamm und den größeren Ästen, ist grau bis gelb-braun und kurzfasrig oder streifig. Am oberen Teil des Baumes ist sie glatt, weiß bis grau und schält sich in Flicken. Die kleineren Zweige besitzen eine grüne Rinde. Öldrüsen gibt es weder im Mark noch in der Borke.
Bei Eucalyptus morrisii liegt Heterophyllie vor. Die Laubblätter sind stets in Blattstiel und Blattspreite gegliedert. Der Blattstiel ist bei einer Länge von 10 bis 20 mm schmal abgeflacht oder kanalförmig. An jungen Exemplaren ist die Blattspreite schmal-lanzettlich bis linealisch und matt grün. An mittelalten Exemplaren ist die Blattspreite bei einer Länge von etwa 12 cm und einer Breite von etwa 1,2 cm ebenfalls schmal-lanzettlich bis linealisch, gerade, ganzrandig und matt grün. Die auf Ober- und Unterseite gleichfarbig matt grau-grünen Blattspreiten an erwachsenen Exemplaren sind bei einer Länge von 8 bis 12 cm und einer Breite von 1,2 bis 2,0 cm schmal-lanzettlich oder lanzettlich, relativ dünn, sichelförmig gebogen, verjüngen sich zur Spreitenbasis hin und besitzen ein spitzes oberes Ende. Die erhabenen Seitennerven gehen in einem spitzen Winkel in mittleren Abständen vom Mittelnerv ab. Die Keimblätter (Kotyledone) sind verkehrt-nierenförmig.

### Blütenstand und Blüte
Seitenständig an einem 5 bis 10 mm langen und im Querschnitt stielrunden oder vierkantigen Blütenstandsschaft stehen in einem einfachen Blütenstand drei bis selten sieben Blüten zusammen. Die Blütenstiele sind stielrund und bis zu 3 mm lang. Die nicht blaugrün bemehlten oder bereiften Blütenknospen sind bei einer Länge von 7 bis 12 mm und einem Durchmesser von 5 bis 6 mm eiförmig. Die Kelchblätter bilden eine Calyptra, die früh abfällt. Die glatte Calyptra ist konisch, dreimal so lang wie der glatte Blütenbecher (Hypanthium) und ebenso breit wie dieser. Die Blüten sind weiß oder cremeweiß.

### Frucht
Die gestielte Frucht ist bei einer Länge von 7 bis 9 mm und einem Durchmesser von 6 bis 9 mm kugelig oder eiförmig und vier- bis sechsfächerig. Der Diskus ist angehoben, die Fruchtfächer stehen hervor.

## Vorkommen
Das natürliche Verbreitungsgebiet von Eucalyptus morrisii ist das Zentrum von New South Wales zwischen Bourke und Euabalong.
Eucalyptus morrisii gedeiht in kleinen lokalen Vorkommen nur in Hartlaubbuschland auf trockenen Sandsteinfelsen, die nur spärlich mit Boden bedeckt sind.

## Taxonomie
Die Erstbeschreibung von Eucalyptus morrisii erfolgte 1900 durch Richard Thomas Baker in Proceedings of the Linnean Society of New South Wales, Volume 25, S. 312, Tafel XVIII. Das Typusmaterial weist die Beschriftung „Near Girilambone, on stony or rocky hills, thence on hills across country to Cobar, also near Coolabah, where it occurs on more or less level and less stony ground. (W. Bäuerlen)“ auf.